# Baronsberg
De Motte Baexem of Baronsberg is een mottekasteel ten zuidoosten van Baexem in de gemeente Leudal in de Nederlandse provincie Limburg.
Op ongeveer 400 meter naar het noordwesten ligt kasteel Baexem. Vanaf de motte loopt er in noordwestelijke richting een pad dat bij het kasteel uitkomt. Bij de motte ligt de Haelense Beek.
De motteheuvel heeft een hoogte van 3 tot 5 meter en een diameter van ongeveer 34 meter.
In de noordwestflank van de heuvel bevindt zich een ingegraven kapelletje, de Lourdesgrot.

## Geschiedenis
Onbekend is wanneer de motteheuvel is opgeworpen. De heuvel wordt gedateerd in de Romeinse Tijd of Middeleeuwen.
In 1985 zijn er bij graafwerkzaamheden de fundamenten aangetroffen van een toren.